# العلاقات اليمنية المنغولية
العلاقات اليمنية المنغولية هي العلاقات الثنائية التي تجمع بين اليمن ومنغوليا.

## مقارنة بين البلدين
هذه مقارنة عامة ومرجعية للدولتين:
| وجه المقارنة                                              | اليمن                   | منغوليا         |
| --------------------------------------------------------- | ----------------------- | --------------- |
| المساحة (كم2)                                             | 555.00 ألف              | 1.57 مليون      |
| عدد السكان (نسمة)                                         | 28.25 مليون             | 3.08 مليون      |
| الكثافة السكانية (ن./كم²)                                 | 50.9                    | 1.96            |
| العاصمة                                                   | صنعاء عدن (عاصمة مؤقتة) | أولان باتور     |
| اللغة الرسمية                                             | اللغة العربية           | اللغة المنغولية |
| العملة                                                    | ريال يمني               | توغروغ منغولي   |
| الناتج المحلي الإجمالي (بليون دولار)                      | 18.21 مليار             | 11.49 مليار     |
| الناتج المحلي الإجمالي (تعادل القوة الشرائية) بليون دولار | 75.69 مليار             | 36.16 مليار     |
| الناتج المحلي الإجمالي الاسمي للفرد دولار أمريكي          | 1.41 ألف                | 3.97 ألف        |
| الناتج المحلي الإجمالي للفرد دولار أمريكي                 |                         | 11.95 ألف       |
| مؤشر التنمية البشرية                                      | 0.498                   | 0.727           |
| رمز المكالمات الدولي                                      | +967                    | +976            |
| رمز الإنترنت                                              | .ye                     | .mn             |
| المنطقة الزمنية                                           | ت ع م+03:00             | ت ع م+08:00     |

## منظمات دولية مشتركة
يشترك البلدان في عضوية مجموعة من المنظمات الدولية، منها:
| علم المنظمة | اسم المنظمة                                                | تاريخ انضمام اليمن | تاريخ انضمام منغوليا |
| ----------- | ---------------------------------------------------------- | ------------------ | -------------------- |
|             | يونسكو                                                     | 2 أبريل 1962       | 1 نوفمبر 1962        |
|             | مؤسسة التمويل الدولية                                      | 22 مايو 1970       | 14 فبراير 1991       |
|             | المركز الدولي لتسوية المنازعات الاستشارية                  | 20 نوفمبر 2004     | 14 يوليو 1991        |
|             | منظمة حظر الأسلحة الكيميائية                               | ?                  | ?                    |
|             | مؤسسة التنمية الدولية                                      | 22 مايو 1970       | 14 فبراير 1991       |
|             | وكالة ضمان الاستثمار متعدد الأطراف                         | 12 مارس 1996       | 21 يناير 1999        |
|             | الاتحاد البريدي العالمي                                    | ?                  | ?                    |
|             | الاتحاد الدولي للاتصالات                                   | 1931               | 27 أغسطس 1964        |
|             | منظمة الشرطة الجنائية الدولية                              | ?                  | ?                    |
|             | الأمم المتحدة                                              | 30 سبتمبر 1947     | 27 أكتوبر 1961       |
|             | البنك الدولي للإنشاء والتعمير                              | 3 أكتوبر 1969      | 14 فبراير 1991       |
|             | العملية المشتركة للاتحاد الأفريقي والأمم المتحدة في دارفور | ?                  | ?                    |

## وصلات خارجية
- موقع وزارة الخارجية المنغولية